# Beverly Todd
Beverly Todd (ur. 11 lipca 1946 w Chicago) – amerykańska aktorka.